# 왕립전차연대
왕립전차연대(Royal Tank Regiment; RTR)는 영국 육군의 기갑연대 중 하나다. 세계에서 가장 오래된 전차부대로, 1916년 제1차 세계대전 중에 편성되었다. 왕립기갑군단에 속하며, 현재 제1기갑보병여단의 기갑연대 역할을 하고 있다.